# Спиридон (Грицианов)

Спиридон Грицианов (в ряде источников описывается под фамилиями Грациан или Грицанов; 1800—1855) — архимандрит Русской православной церкви, настоятель Мирожского и Саратовского Преображенского  монастырей, педагог и ректор Саратовской духовной семинарии.

## Биография
Родился в 1800 году в семье православного священника; по происхождению «великороссиянин». Воспитывался в Нижегородской духовной семинарии (1813—1824) и в Московской духовной академии (1824—1828), где 12 декабря 1826 годы был пострижен в монашество с именем Спиридон, а 31 декабря произведён в сан иеродиакона. 

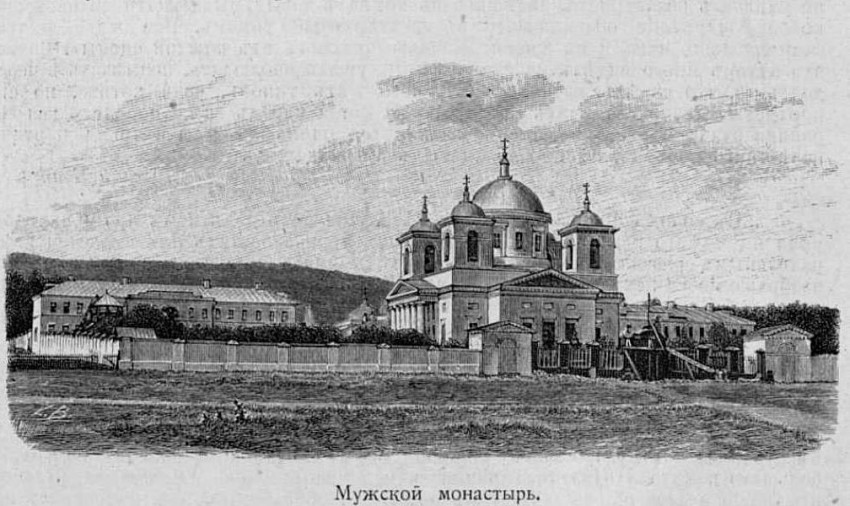
Саратовский Преображенский монастырь

В 1828 году, по окончании курса обучения в МДА, Спиридон Грицианов получил сан иеромонаха и был определен в Псковскую духовную семинарию инспектором и профессором философии и преподавателем греческого языка; в том же году ему поручен был класс чтения Священного писания, который занимал до 1 сентября 1833 года. 
22 октября 1829 года отец Спиридон был определен ректором псковских духовных училищ.
6 декабря 1830 года Спиридон Грицианов был произведен в архимандриты в Спасо-Преображенский Мирожский мужской монастырь города Пскова. 
16 января 1831 года Спиридон Грицианов был назначен членом псковской духовной консистории, цензором проповедей местного духовенства и благочинным над монастырями. 
В октябре 1833 года был определен ректором Саратовской духовной православной семинарии и учителем богословских наук. 12 ноября того же года он был назначен настоятелем саратовского Спасо-Преображенского монастыря, а 1 декабря присутствующим Саратовской консистории. За заботы о благоустройстве семинарии Спиридон Грицианов был награжден орденом Святой Анны 2 степени (1839 год) и тем же орденом с короной (1846). 
Определением Священного синода от 15—16 апреля 1849 года Спиридон Грицианов был уволен от должности ректора семинарии. Скончался в 1855 году в должности настоятеля Саратовского Спасо-Преображенского монастыря.